# (324) Bamberga
(324) Bamberga es un asteroide perteneciente al cinturón de asteroides descubierto el 25 de febrero de 1892 por Johann Palisa desde el observatorio de Viena, Austria.
Está nombrado por Bamberg, una ciudad de Alemania.